# Glockenturm Ampass

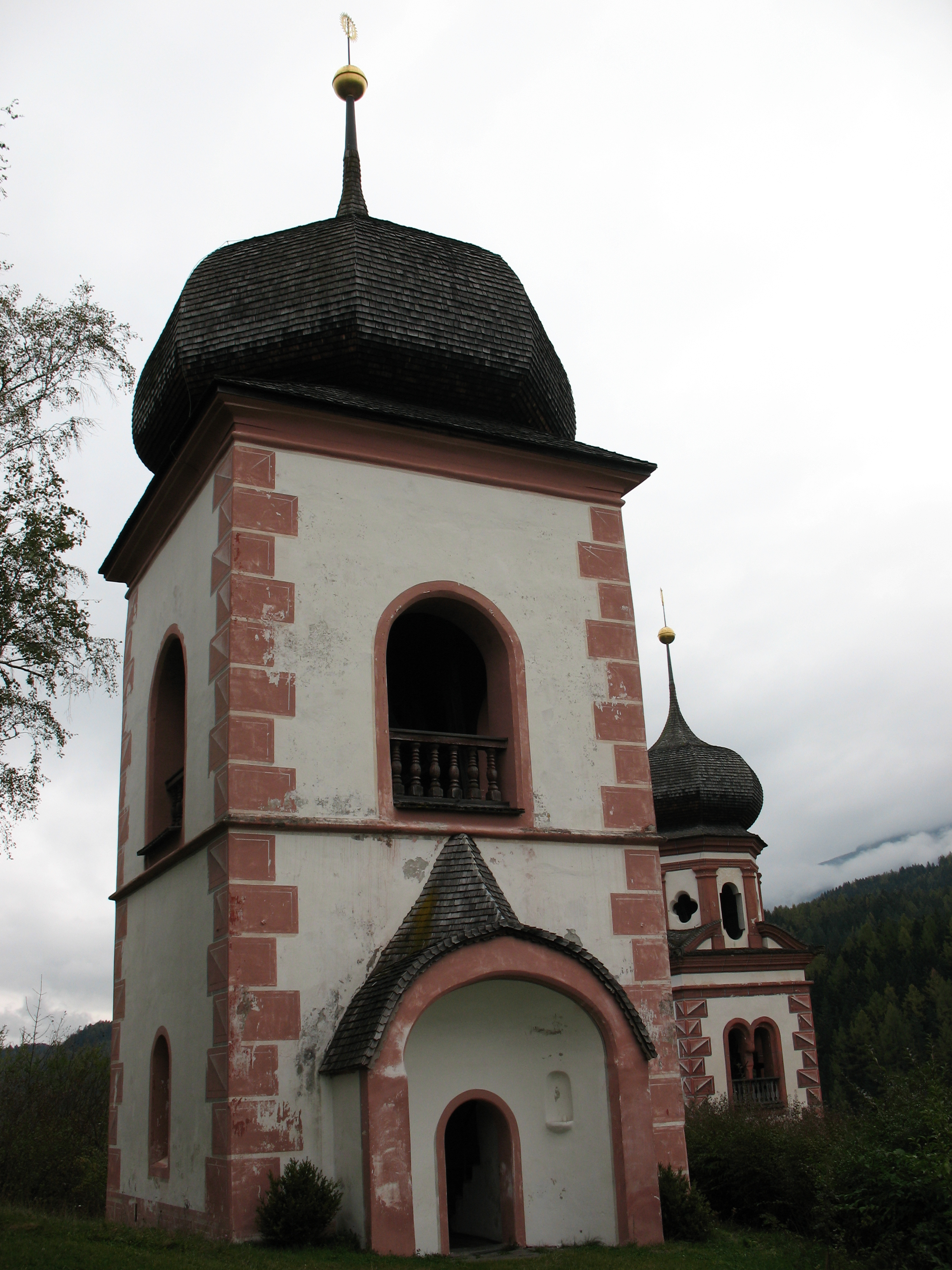
Glockenturm in Ampass

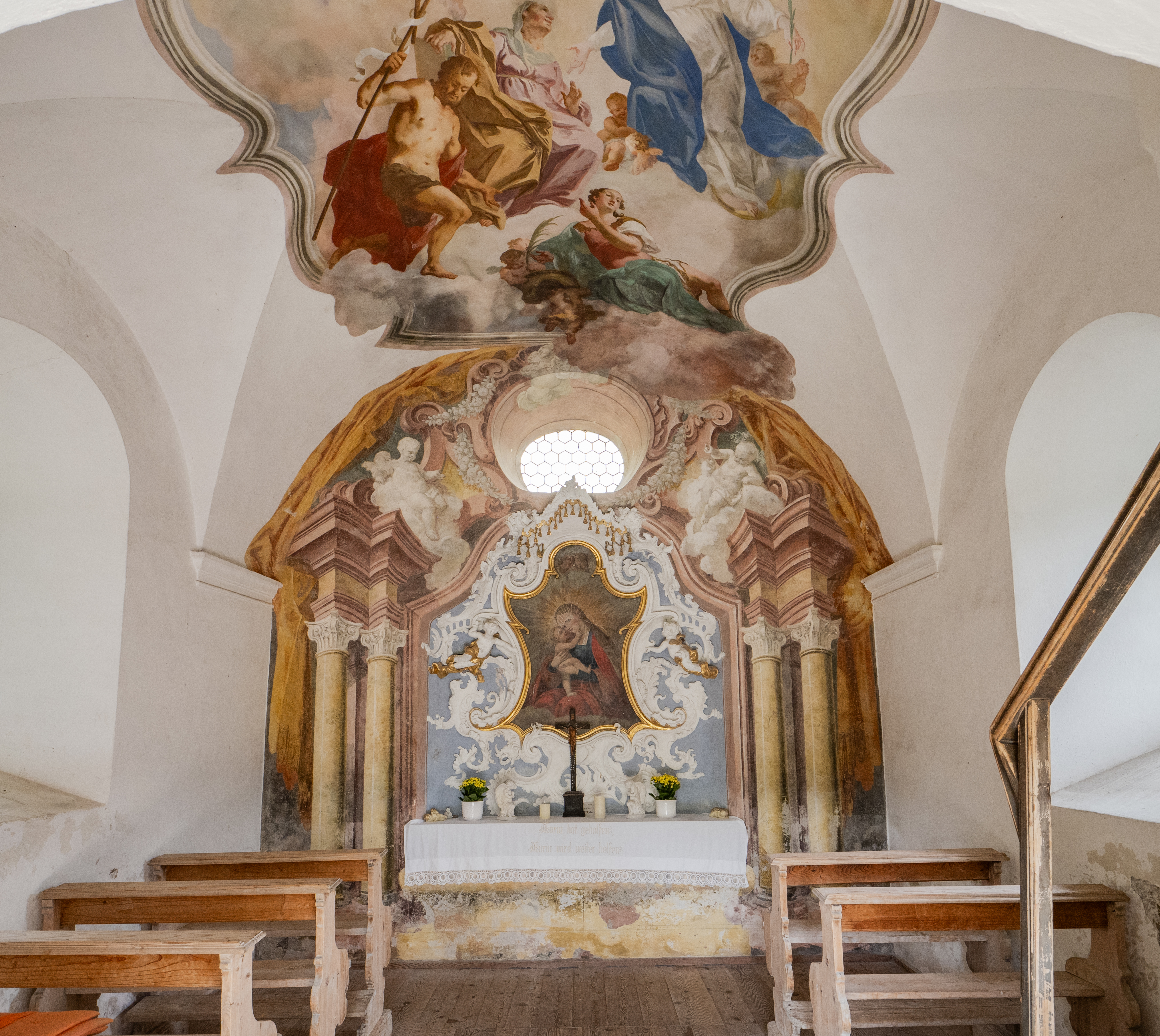
Innenansicht

Der Glockenturm Ampass steht in der Gemeinde Ampass im Bezirk Innsbruck-Land in Tirol. Das Bauwerk steht unter Denkmalschutz (Listeneintrag).

## Lagebeschreibung
Der Glockenturm steht am Fuße des Palmbühels auf einer steil abfallenden Hügelstufe nördlich der Pfarrkirche. Der barockisierte Glockenturm bildet gemeinsam mit der Kirche ein weithin sichtbares charakteristisches Ensemble.

## Geschichte
Der Glockenturm steht an der Stelle einer ehemaligen Burg, die vermutlich aus dem 11. Jahrhundert stammt. Der Glockenturm wurde 1739 errichtet, um die für den Kirchturm zu schwere Glocke von 1717 aufzunehmen. Eine Restaurierung erfolgte 1969, nach einer Brandlegung im Jahr 1973 wurde der Turm wiederhergestellt.

## Architektur

### Außenbeschreibung
Der gedrungene Turm über quadratischem Grundriss hat einen Zwiebelhelm. Im Westen ist ihm eine gemauerte korbbogige Vorhalle mit kielbogig ansteigendem Dach vorgestellt. Das Portal, die Fenster an Nord- und Südseite sowie die Schallfenster sind rundbogig. An der Ostseite ist ein Querovalfenster.

### Innenbeschreibung
Die Kapelle im Turmerdgeschoß ist stichkappentonnengewölbt. Die Fresken stammen aus der Zeit um 1740 und werden Josef Ignaz Mildorfer zugeschrieben. An der Decke ist die Glorie des heiligen Johannes der Täufer dargestellt, sowie die Heiligen Elisabet und Veit. Die Altararchitektur ist gemalt. Das Mariahilfbild hängt in einem stuckierten Rahmen und wird von zwei Putten getragen.

## Glocke
Die Glocke wurde 1717 von Johann Paul Schellener gegossen.